# Алекан, Анри
Анри Алекан (фр. Henri Alekan, 10 февраля 1909, Париж — 15 июня 2001, Осер) — французский кинооператор.

## Биография
Закончил Национальную консерваторию искусство и ремесел. В 1928—1940 работал помощником оператора. Известность ему принесли послевоенные ленты «Битва на рельсах» (реж. Рене Клеман) и «Красавица и чудовище» (реж. Жан Кокто).
Умер от лейкемии. Похоронен на кладбище Монпарнас.

## Избранная фильмография
- Жизнь принадлежит нам (1936, Жак Беккер)
- Слепая Венера (1941, Абель Ганс)
- Битва на рельсах (1946, Рене Клеман)
- Красавица и чудовище (1946, Жан Кокто)
- Проклятые (1947, Рене Клеман)
- Анна Каренина (1948, Жюльен Дювивье)
- Любовники из Вероны (1949, Андре Кайат)
- Мария из порта (1950, Марсель Карне)
- Жюльетта, или Ключ к сновидениям (1950, Марсель Карне)
- Римские каникулы (1953, Уильям Уайлер, номинация на Оскар)
- Когда ты прочтешь это письмо (1953, Жан-Пьер Мельвиль)
- Королева Марго (1954, Жан Древиль)
- Герои устали (1955, Ив Чампи)
- Один, два, три, четыре (1960, Теренс Янг)
- Аустерлиц (1960, Абель Ганс)
- Принцесса Клевская (1961, Жан Деланнуа)
- Пять миль до полуночи (1962, Анатоль Литвак)
- Топкапи (1964, Жюль Дассен)
- Леди Л (1965, Питер Устинов)
- Тройной крест (1966, Теренс Янг)
- Майерлинг (1968, Теренс Янг)
- Красное солнце (1970, Теренс Янг)
- Естественные границы (1978, Рауль Руис)
- Территория (1981, Рауль Руис)
- Перепевая (1982, Жан-Мари Штрауб, Даниэль Юйе)
- На гребне волны (1982, Рауль Руис)
- Форель (1982, Джозеф Лоузи, премия Сезар)
- Положение вещей (1982, Вим Вендерс)
- Прекрасная пленница (1983, Ален Роб-Грийе)
- Эсфирь (1986, Амос Гитай)
- Небо над Берлином (1987, Вим Вендерс, номинация на Европейскую кинопремию, Немецкая кинопремия, премия Национальной ассоциации кинокритиков США, премия Лос-Анджелесской ассоциации кинокритиков, премия Нью-Йоркского сообщества кинокритиков)
- Берлин — Иерусалим (1989, Амос Гитай)
- Рождение Голема (1991, Амос Гитай)
- Голем, дух изгнанья (1992, Амос Гитай)
- Голем, окаменевший сад (1993, Амос Гитай)

## Тексты о кино
- Les lumières et des ombres. Paris: Librairie du collectionneur, 1991
- Encore une nuit à Paris. Paris: L’Harmattan, 1997
- Le vécu et l’imaginaire: chroniques d’un homme d’images. [S.l.]: Source La Sirène, 1999

## Признание
Член жюри Каннского МКФ (1983).